# Паршин, Алексей Николаевич
Алексей Николаевич Паршин (7 ноября 1942, Свердловск — 18 июня 2022, Москва) — советский и российский математик, один из крупнейших специалистов по алгебраической геометрии и теории чисел, действительный член Российской академии наук (2011, член-корреспондент РАН с 2000), доктор физико-математических наук.

## Биография
Отец — Николай Алексеевич Паршин, инженер-строитель. Мать — Любовь Михайловна Паршина (в девичестве Рожкова), домохозяйка. Во время войны родители были в эвакуации в Свердловске, где 7 ноября 1942 года родился Алексей Николаевич; в 1943 году семья вернулась в Москву.
В 1959 окончил 661-ю среднюю школу в Москве с серебряной медалью и поступил на механико-математический факультет МГУ, который окончил в 1964 г. Во время учёбы принимал участие в научных семинарах И. М. Гельфанда и И. Р. Шафаревича, и последний вскоре стал его научным руководителем.
После окончания МГУ поступил в аспирантуру Математического института им. В. А. Стеклова. В 1968 г. защитил кандидатскую диссертацию «Некоторые теоремы конечности в диофантовой геометрии». В 1983 г. защитил докторскую диссертацию «Адели и поля классов на алгебраических поверхностях».
Сотрудник отдела алгебры Математического института им. В. А. Стеклова (c 1968 года), с 1995 года — заведующий отделом. Член-корреспондент РАН c 2000 г., академик c 2011 г.
Был приглашённым докладчиком на Международном математическом конгрессе в Ницце (1970).  В 2010 году был пленарным докладчиком на  Международном конгрессе математиков в Хайдерабаде.
Скончался 18 июня 2022 года. Похоронен на Даниловском кладбище.

## Научные интересы
Основные труды в области алгебраической теории чисел и теории Галуа, алгебраической геометрии, геометрии многообразий, теории интегрируемых систем. Кроме того, А. Н. Паршин является автором нескольких работ по истории математики; им были изданы собрания сочинений Г. Вейля и Д. Гильберта.
А. Н. Паршиным были созданы новые методы в теории диофантовых уравнений (метод разветвлённых накрытий, конструкция канонических высот, оценки с помощью гиперболической метрики Кобаяши), оказавшие сильное влияние на дальнейшее развитие как теории чисел, так и алгебраической геометрии.
Им было доказано, что гипотеза Морделла сводится к гипотезе Шафаревича о конечности числа классов изоморфизма абелевых многообразий с заданными свойствами; впоследствии этот результат был использован Гердом Фальтингсом в его доказательстве гипотезы Морделла.
Также им было дано определение n-мерных локальных полей и получены их применения к теории полей классов, теории вычетов, теории векторных расслоений на алгебраических поверхностях. Также доказана адельная формула Лефшеца для неподвижных точек (совместно с С. О. Горчинским). Построен гармонический анализ на двумерных локальных полях и доказан бесконечномерный аналог формулы Пуассона (совместно с Д. В. Осиповым). Построена теория представлений дискретных групп Гейзенберга (а именно, была получена классификация неприводимых представлений, описано пространство модулей, проведено доказательство существования характеров и их вычисление как тета-функций).
Помимо своей основной математической деятельности, А. Н. Паршин занимается вопросами русской религиозной философии и её взаимоотношением с современным естествознанием. Работы Паршина по истории науки и русской философии собраны в монографии «Путь. Математика и другие миры» (2002). По его инициативе был организован и регулярно проводится семинар «Русская философия (традиция и современность)».

## Награды и премии
- Премия Московского математического общества для молодых математиков (1971)
- Премия Гумбольдта (ФРГ, 1996)
- Премия им. И. М. Виноградова РАН (2004)
- Золотая медаль имени П. Л. Чебышёва РАН (2012)
- Доктор honoris causa Университета Париж XIII (2001)[12]
- Член Европейской академии.

## Общественная позиция
В 2013 году выступил с критикой реформы Российской академии наук, предлагаемой правительством, и собрал многочисленные отклики российского и мирового научного сообщества против законопроекта о РАН.
Он также организовал издание сборника переводов статей о библиометрике.